# Parc d'État de Kanopolis
Pour les articles homonymes, voir Kanopolis.
Le parc d'État de Kanopolis (en anglais : Kanopolis State Park) est un parc d'État du Kansas situé dans le comté d'Ellsworth.
Dans la région des Smoky Hills (en), le parc d'État de Kanopolis s'étend sur plus de 15 000 acres (6 070 ha). Il comprend notamment le réservoir de Kanopolis, un lac d'une superficie de 3 500 acres (1 416 ha) construit dans les années 1940. Créé en 1955, il s'agit du premier parc d'État du Kansas.
Le parc d'État de Mushroom Rock (en anglais : Mushroom Rock State Park) dépend du parc de Kanopolis. Il comprend des sphères de grès tenant sur des piliers et ressemblant à des champignons (en anglais : mushroom). Ne s'étendant que sur 5 acres (2 ha), c'est le plus petit parc d'État du Kansas.

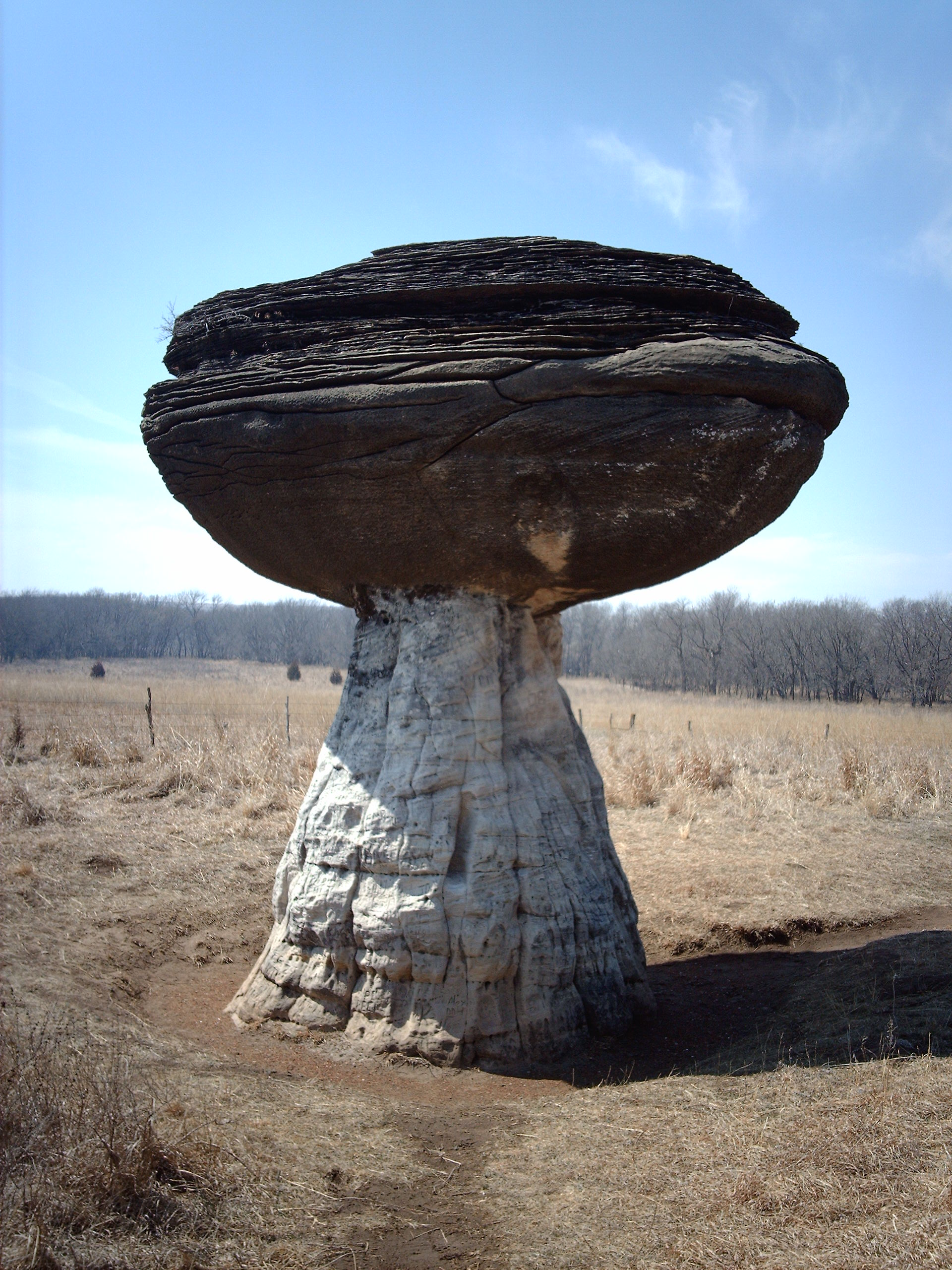
Le parc d'État de Mushroom Rock.

.